# Confederation Bridge
Il ponte Confederation Bridge (in francese: Pont de la Confédération), che forma parte del tracciato della Trans-Canada Highway, attraversa l'"Abegweit Passage" dello stretto di Northumberland, collegando l'isola del Principe Edoardo con la terraferma nello Stato del Nuovo Brunswick, Canada. Durante la sua fase di ideazione, progettazione e costruzione ci si riferiva come al "collegamento fisso" dai residenti di Prince Edward Island prima che gli venisse conferito l'attuale nome ufficiale. La costruzione prese avvio nell'autunno del 1993 e venne completata nel 1997, a un costo complessivo di 1,3 miliardi di dollari canadesi. Il ponte, lungo 12,9 chilometri, venne inaugurato il 31 maggio del 1997.

## Struttura

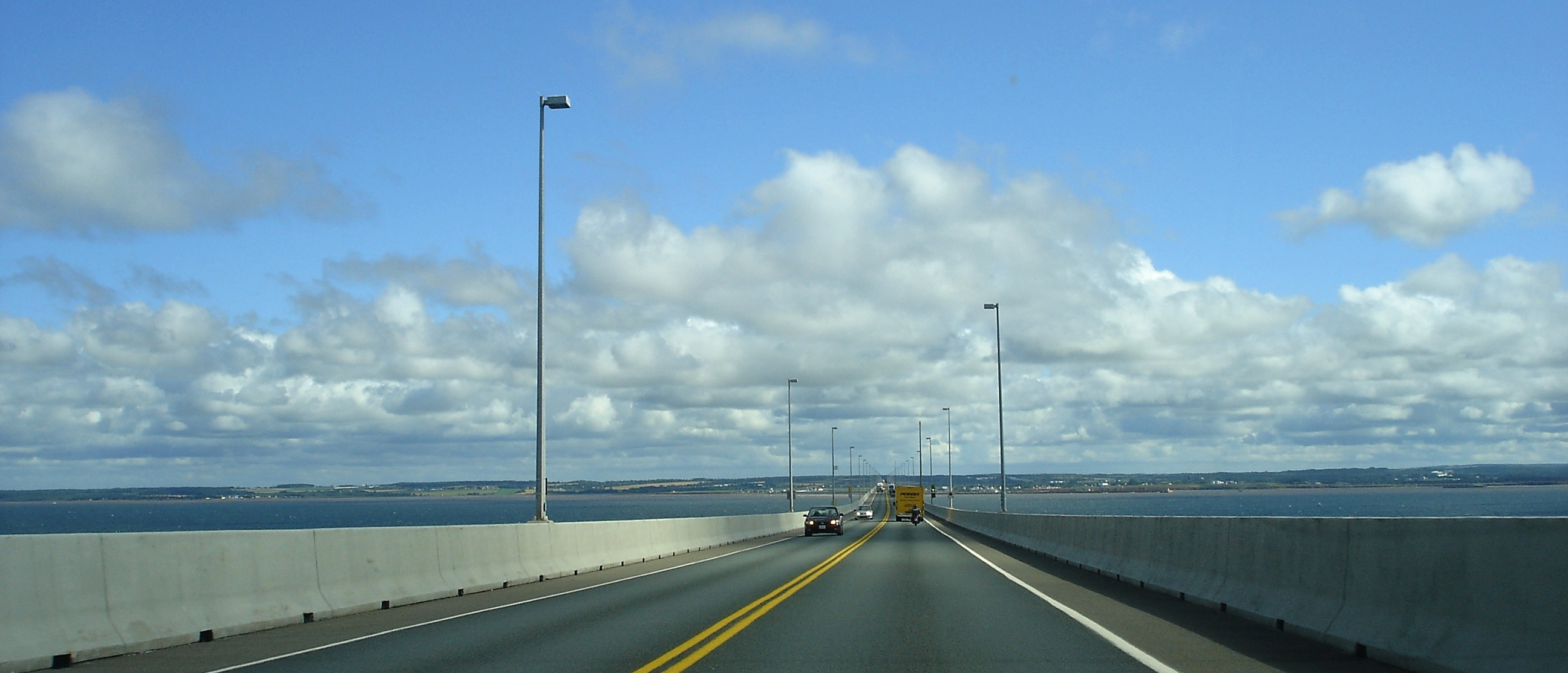
In direzione nord con l'isola del Principe Eduardo in vista.

Il ponte sostiene una strada a scorrimento veloce a due corsie, a pedaggio, che costituisce il tratto della Trans-Canada Highway tra Borden-Carleton (nella "Route 1 Prince Edward Island") e Cape Jourimain (come "New Brunswick Route 16").
Si tratta di un ponte a molteplici arcate in calcestruzzo armato precompresso rivestito da strutture portanti prefabbricate rinforzate da travi di acciaio, riempite di cemento armato. L'altezza media del ponte all'apice delle arcate è di 40 metri sopra il livello del mare, e nel tragitto è presente un arco maggiore di raggio 60 m che permette il traffico di navi. Il ponte si appoggia su 62 piloni, e i 44 piloni principali sono divisi da un intervallo di 250 m. Il ponte ha una larghezza di 11 m lungo tutto il suo tragitto.
Il limite di velocità è di 80 km/h, cosa che comporta la necessità di circa 10 minuti per completare il tragitto.

## Pedaggi
I pedaggi si pagano solo quando si esce dall'Isola del principe Edoardo; il pedaggio a partire dal luglio 2011 è 44,25 dollari per un'automobile a due assi e 7.25 dollari per ogni asse supplementare. Le moto pagano 17,75 dollari.
Invece i pedoni e ciclisti non possono attraversare, è disponibile un servizio di navetta. La navetta era gratuita prima del 2006, ma ora il servizio navetta ha addebitato 4,25 dollari per pedone e 8,25 dollari per ciclisti dal 1º gennaio 2006. La tariffa si applica solo al momento di lasciare l'Isola del Principe Edoardo (vale a dire, in direzione ovest).

## Storia

### Collegamenti marittimi
Come parte del trattato che regolava l'entrata dell'isola del Principe Eduardo nel Dominion del Canada nel 1873, il governo canadese si obbligava a fornire.
"un efficiente servizio di vaporetti per il trasporto di pacchi e passeggeri che verrà stabilito e mantenuto tra l'isola e la terraferma del Dominion, sia in estate che inverno, ponendo così l'isola in continuo collegamento con la Intercolonial Railway e con l'intero sistema ferroviario del Dominion..."
In seguito alla creazione della Confederazione Canadese, i primi servizi di vaporetti attraverso lo stretto di Northumberland collegavano i porti di Charlottetown e Georgetown con la ferrovia a Pictou (Nuova Scozia). Simili servizi operavano da Summerside collegata con la ferrovia a Shediac.
Nel 1915 il governo federale del Canada cominciò ad operare un servizio di navi-rompighiaccio (che poteva portare carrozze ferroviarie) e operava sulle precedenti rotte dei vaporetti finché non vennero aperti dei porti in ottobre del 1917. Nel 1938 veniva inaugurato il servizio per il trasporto di automobili e altre navi seguirono in seguito all'espansione che seguì la seconda guerra mondiale.
Questo servizio era inizialmente responsabilità delle Canadian Government Railways (1917–1918) e successivamente della Canadian National Railway (1918–1977), in seguito una sussidiaria della CNR (CN Marine) (1977–1986). Nel 1986, la CN Marine venne rinominata quando tutti i servizi di ferry del governo nel Canada atlantico vennero trasferiti alla nuova Crown corporation Marine Atlantic.
Traghetti in servizio sulla tratta
- Prince Edward Island (1915–1969)
- Scotia I (various years 1917–1955)
- Scotia II (various years 1917–1968)
- Charlottetown (1931–1941)
- Abegweit (1947) (1947–1982), rinominato Abby (1982–1983)
- Confederation (1962–1976)
- John Hamilton Gray (1968–1997)
- Lucy Maud Montgomery (1969–1973)
- Holiday Island (1971–1997)
- Vacationland (1971–1997)
- Abegweit (1982–1997)

### Primi studi

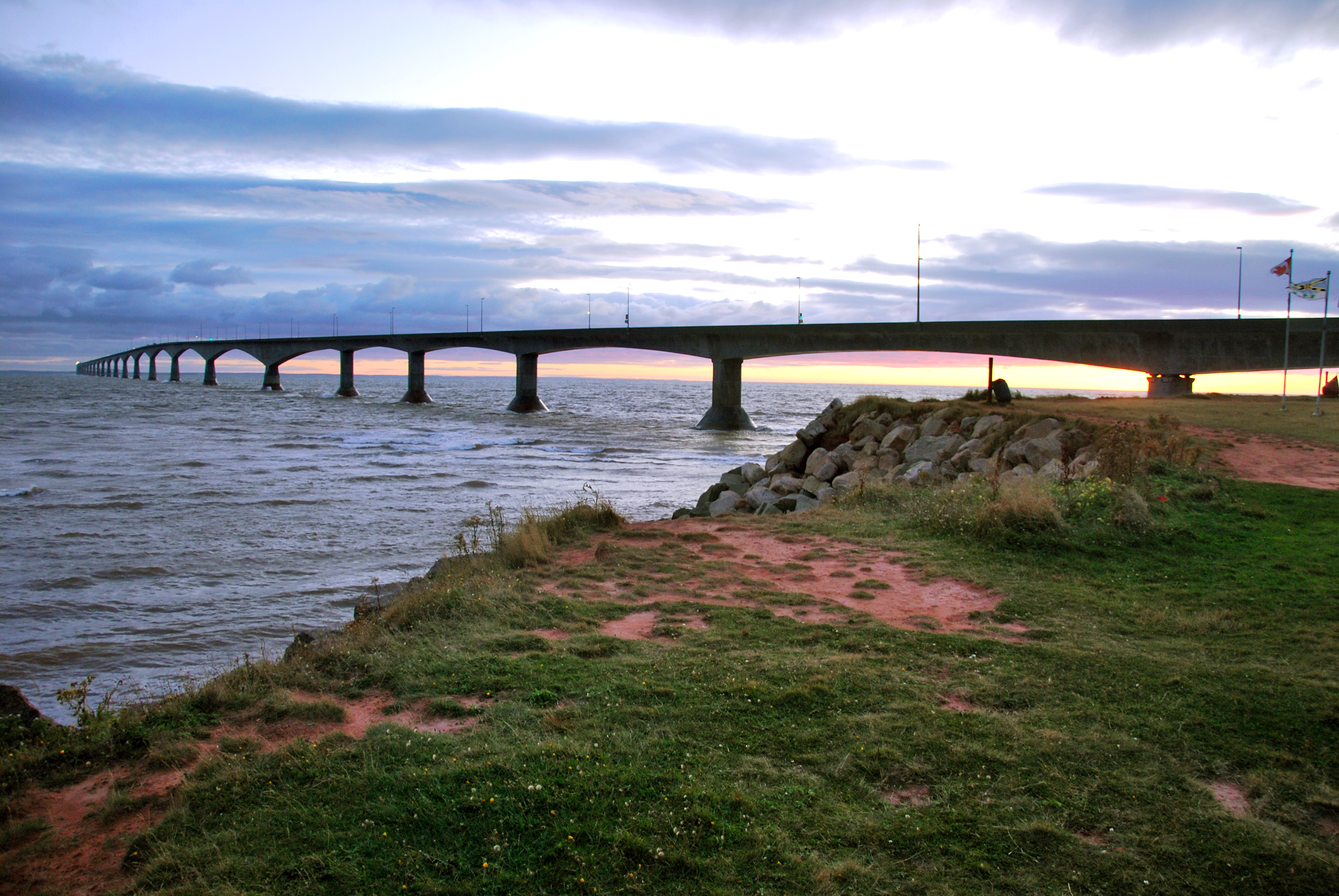
Il ponte visto dall'Isola del Principe Edoardo

Nel 1957, due anni dopo l'apertura della Canso Causeway, e durante la costruzione del mega-progetto St. Lawrence Seaway. Venne proposta la costruzione di un viadotto, principalmente sopra una diga di sbarramento costruita principalmente in roccia coperta con terra, per attraversare l'Abegweit Passage, con un tunnel o con un ponte che lasciasse uno spazio marino libero di 300 metri per far passare la navigazione. Questo piano venne respinto per problemi di navigabilità, ma venne riproposto nel 1962. Nel 1965, il governo federale proponeva lo stanziamento di 148 milioni di dollari canadesi per il "fixed link", sotto forma di un tunnel/viadotto/ponte. Le vie di approccio e le linee ferroviarie vennero costruite a Borden e l'isola Jourimain ma il progetto venne abbandonato formalmente nel 1969 in seguito al consiglio di scienziati che raccomandavano il miglioramento dei servizi di ferry.
A causa dell'estrema complessità del regime delle maree nel Northumberland Strait, che consiste di cicli diurni e semi-diurni, qualsiasi tentativo di chiudere il passaggio Abegweit sarebbe stato quasi impossibile dal momento che i cicli di marea su ogni lato dello sbarramento si sarebbero verificati in opposte direzioni (sottoponendo a grave stress dinamico lo sbarramento). Esperti del Canadian Hydrographic Service calcolarono che le correnti di marea attraverso un intervallo in questo tipo di sbarramento avrebbero velocità che superano i 18 nodi (33,3 km/h), sufficientemente potenti per contrastare la maggior parte delle navi commerciali, e per spazzare via macigni delle dimensioni di una casa.